# Hans-Georg Geyer
Hans-Georg Geyer (* 19. Juli 1929 in Nauheim bei Groß-Gerau; † 10. Dezember 1999 in Darmstadt) war ein deutscher Philosoph und evangelischer Theologe.

## Leben und Wirken
(Quelle:)

### Werdegang
Hans-Georg Geyer wurde am 19. Juli 1929 in Nauheim als erster Sohn einer Handwerkerfamilie geboren; sein Vater ist der Werkzeugmacher Wilhelm Geyer, seine Mutter ist Elise Geyer, geb. Balz. Nach vierjähriger Volksschulzeit besuchte er ab Ostern 1939 bis Kriegsende die Groß-Gerauer Oberschule für Jungen. Nach dem Abitur in Darmstadt studierte er seit dem Wintersemester 1948/49 Germanistik, Anglistik und Geschichte an den Universitäten Mainz und Frankfurt am Main, seit dem Sommersemester 1950 Philosophie im Hauptfach und als Nebenfächer Evangelische Theologie und Neuere Germanistik in Frankfurt. Seine wichtigsten Lehrer waren Hans-Georg Gadamer, Max Horkheimer, Theodor W. Adorno und Wolfgang Cramer, auf dessen Anregung er 1954 seine Dissertation Die methodische Konsequenz der Phänomenologie Edmund Husserls schrieb.
Schon in Frankfurt lernte er bei Karl Gerhard Steck das Werk Karl Barths kennen und schätzen. Und obgleich Gadamer und Cramer ihm ein Habilitationsangebot machten, studierte er seit dem Wintersemester 1954/55 Evangelische Theologie in Göttingen und in Bonn, vorwiegend bei Hans Joachim Iwand, Ernst Bizer und Walter Kreck, als dessen Assistent er 1958 mit der Arbeit Welt und Mensch. Zur Frage des Aristotelismus bei Melanchthon promoviert wurde. Im Wintersemester 1964/65 habilitierte sich Geyer in Bonn mit der Arbeit Von der Geburt des wahren Menschen. Probleme aus den Anfängen der Theologie Melanchthons.

### Akademische Lehrtätigkeit
1964–1967 war Geyer Professor für Systematische Theologie an der Kirchlichen Hochschule Wuppertal, 1967–1971 an der Universität Bonn. Hier war er nunmehr direkter Kollege seines theologischen Doktorvaters Kreck, mit dem er regelmäßig das gemeinsame Oberseminar hielt. Von 1971 bis 1982, dem Zenit seiner akademischen Wirkung, war Geyer Professor für Systematische Theologie in Göttingen, wo er 1974/75 auch als Dekan tätig war. Von 1982 bis 1988 war er Professor für Systematische Theologie und Religionsphilosophie an der Universität Frankfurt am Main. Geyer war Mitherausgeber der Zeitschriften Predigt im Gespräch, Evangelische Theologie und Verkündigung und Forschung.

### Kirchliche Wirksamkeit
Von 1964 bis 1984 gehörte Geyer dem Theologischen Ausschuss der Evangelischen Kirche der Union (EKU) an, für den er wegweisende Vorlagen zu kirchenoffiziellen Voten und Stellungnahmen aus den Bereichen Christologie (1968), politische Ethik (1973) und Ekklesiologie (1981) schrieb. Seine Gremientätigkeit wurde dabei von den sozialethischen Implikationen seines Theologiekonzepts bestimmt und führte immer wieder zu Kritik am kirchlichen Lebensstil im Westen. Obwohl Geyer nicht ordiniert war und nie ein kirchliches Amt bekleidete, war er ein regelmäßiger und engagierter Prediger im Bonner und Göttinger Universitätsgottesdienst. Bei einer Tagung der Jungen Christlichen Friedenskonferenz im September 1960 in Prag beteiligte er sich mit einer Bibelarbeit.

### Politisches Engagement
In Geyers Wuppertaler Zeit fielen die Anfänge des gesellschaftlichen Aufbruchs in der Bundesrepublik. Er hat diesen Aufbruch engagiert, aber auch mit eigenen Akzenten begleitet – durch Aktivitäten im Bonner „Republikanischen Klub“, im affirmativen Eingehen auf Anliegen der Studentenbewegung, in öffentlichen politischen Reden (etwa auf der im Zentrum Bonns abgehaltenen Kundgebung gegen die Notstandsgesetze). Seine Vorlesungen zu theologischen Themen implizierten stets politische Schlussfolgerungen für die christliche Gemeinde – Einsatz für Demokratie, Kritik an Kapitalismus und Ausbeutungsverhältnissen. Zusammen mit seinem ehemaligen Lehrer Walter Kreck setzte er sich in den Zeiten der Blockkonfrontation für Spannungsabbau und Verständigung mit der DDR ein. Noch in den 1980er Jahren unterstützte er von Frankfurt aus die Friedensbewegung.

## Theologie
Hans-Georg Geyer steht – wie seine Lehrer Kreck, Iwand und Steck – für eine Theologie, die nicht vom Streben nach allzeitiger Gültigkeit charakterisiert ist, sondern die sich ihrer Entstehung als Menschenwerk in einer bestimmten Zeit der eigenen Unvollständigkeit bewusst ist.

### Der Gott der Bibel und der Gott der Metaphysik
Geyer versteht „das metaphysische Denken schon in seinen griechischen Anfängen von der in ihm wirksamen praktischen Absicht her: der Sicherstellung dessen, was ist, gegen seine Vergänglichkeit. Dem, was in seiner Unterworfenheit unter die Zeit in sich selbst keinen Stand hat, verleiht Metaphysik einen solchen durch Vermittlung mit dem umfassenden Sein des Ganzen und dessen Grund … Diese Übermacht des Allgemeinen hält sich, folgt man Geyer, sowohl in der Wendung zur transzendentalen Subjektivität als auch in der Wendung zu einer Empirie durch, die durch das Sammeln von Daten zu Gesetzmäßigkeiten kommen will.“
Auch ein von der Modernität geprägtes Verständnis von christlichem Glauben als „Religion des identischen Leben“ geht nach Geyer von einem noch immer metaphysisch bestimmten Religionsbegriff aus. Der christliche Glaube ist aber „nicht ein Bezug des Menschen zum eigenen Sein, sondern die Wahrnehmung der Beziehung Gottes zum menschlichen Sein als der eigensten Tat Gottes selbst in der einzigartigen und einmaligen Geschichte Jesu Christi“. Der Gott der Metaphysik und der Gott der Bibel sind nicht dasselbe. Die Geschichte Jesu Christi „lehrt, dass Gott sterben kann und dass vom Tod dieses Gottes her Menschen im Glauben die Kraft bekommen, wirklich irdisch, endlich zu sein und sterben zu können.“
„Glaube und Vernunft sind in einer dialektischen Einheit von Identität und Nicht-Identität zu denken wie Christengemeinde und Bürgergemeinde. Ihre Identität liegt nicht in dem Teilbestand von Einsichten, der beiden gemeinsam ist. Vielmehr in der Wahrheit, die ihnen beiden voraus ist in Jesus Christus. Und Glaube wie Vernunft wären zu denken als durch die eine und selbe Wahrheit Jesu Christi je verschieden in Dienst genommen oder doch in Dienst zu nehmen. Das schließt ein: Glaube und Vernunft sind auf diese Wahrheit angewiesen und haben zugleich die Aussicht, an dieser Wahrheit je aktuell teil zu bekommen. Auch die säkulare Vernunft. Wenn Gott will, dass allen Menschen geholfen werde und sie zur Erkenntnis der Wahrheit kommen (1 Tim 2,4 ) … Das bedeutet in der Sicht des Glaubens auch die Freilassung der Vernunft, der Kultur in ihre Weltlichkeit. Diese Einsicht hat ihre Entsprechung darin, dass die christliche Gemeinde auf dem nicht-religiösen säkularen Staat besteht.“

### Jesus Christus
Im Zentrum der christlichen Verkündigung steht die „Botschaft vom Kreuzestod Jesu Christi … (Hier) liegt der Richtpunkt christlichen Denkens an und Redens von Gott. Wer Gott ist und worin sein Wesen besteht, das kann im christlichen Glauben angemessen nur aus dem Ansatz gedacht werden, daß der Kreuzestod Jesu Christi Gottes eigene, ein für allemal geschehene Tat für alle ist – wie es aus dem Anfang jenseits des Endes, d.h. aus der Auferstehung, offenbar geworden ist“ „Die Gabe der Menschen gegenüber Jesus besteht in einem Todesurteil … Diese Gabe des Tötens wird von Gott nicht angenommen, sondern durch die Gegengabe des Lebens außer Kraft gesetzt … Die menschliche Hybris wird hier nicht, wie bei Aischylos, durch Bestrafung beantwortet, sondern mit Vergebung.“
Die Auferweckung Jesu Christi von den Toten ist nicht ein Element der vom Tod begrenzten und
„der Vergangenheit anheimfallenden Wirklichkeit.“ Sie ist „die aufsprengende Erweiterung dieser Wirklichkeit“. In ihr hat „der Tod seinen absoluten Grenzwert verloren“.
In der Geschichte Jesu Christi ist das Reich Gottes angebrochen. Rückblickend auf Jesu irdisches Leben bedeutet die Selbstidentifikation Gottes mit Jesus Christus: „Christus interpretiert durch sein Reden und Tun Gott in der Welt; er führt uns vor Augen, wer Gott für uns und mit uns ist. Mit einer Wendung E. Jüngels gesprochen: Er ist das ‚authentische Gleichnis Gottes‘.“

### Kirche
Auch „die christliche Gemeinde darf und soll sich im neutestamentlichen Vollsinn des Begriffs als Gleichnis verstehen. Sie ist als solches nachträgliche und vorläufige Darstellung der von ihr unterschiedenen gottmenschlichen Wirklichkeit“. Was die Kirche zur „wahren“ Kirche macht, ist „die menschliche Wiederholung des göttlichen Urteils: Jesus Christus – der Gekreuzigte lebt“, ist „die aktuelle Präsenz des Auferstandenen in … der Gemeinde. Damit ist zugleich gesagt, dass die Kirche diesen ihren Existenzraum durch ihren Glauben oder ihre Taufe nicht erst erschaffen, also zuletzt doch selber konstituieren müsste. Er ist nicht das Ergebnis ihrer eigenen Aktivitäten, sondern bekommt durch das Werk des heiligen Geistes‚ in seiner ganzen Verborgenheit als solcher geschichtliche Dimensionen‘.“
„Es gibt die Kirche, die wir glauben, mit Geyer gesprochen: ‚die evangelische Substanz einer jeden und aller möglichen Kirchen, die als solche weder Abzug noch Zusatz duldet‘ und die darin besteht, dass Christus den Raum eröffnet hat, in dem Versöhnung möglich ist. Und es gibt die Kirche, die wir erfahren, unsere empirische Kirche, die diese Substanz oft erschreckend wenig zur Erscheinung bringt... Mitten in der unversöhnten, von Interessenkonflikten zerrissenen Welt soll die Kirche in vorläufiger Stellvertretung schon die neue, versöhnte Menschheit darstellen.“
„‚Im Verhältnis zu dieser Welt‘ — und darum ‚vor aller Welt‘ — soll Gottes ewige Liebe dargestellt werden, und da diese Welt (wenn auch grund- und sinnloserweise) durch Feindschaft und Hass gezeichnet ist, gewinnt diese Liebe ihre konkrete Gestalt als Feindesliebe. Sie nimmt das wahre Interesse der Welt als Gottes Schöpfung und Eigentum gegen deren Entstellungen wahr, weshalb Geyer die Kirche Jesu Christi eine ‚Interessenvertretung der Feindesliebe Gottes auf Erden‘, ja geradezu ‚die Agentur der Feindesliebe Gottes‘ nennt.“
„Zu einer Verwirklichung des Reiches Gottes ist die Kirche...nicht aufgerufen; es kann nur um eine relative menschliche Entsprechung zu diesem Reich gehen, und deshalb wiederum steht alles uns mögliche Reden und Tun unter dem Vorbehalt, dass die Vollendung der versöhnten Menschenwelt Gottes eigene Sache ist, die wir von seinem eschatologischen Handeln erwarten dürfen.“
Christengemeinde und Bürgergemeinde stehen in einem dialektischen Verhältnis zueinander, in der Einheit von Identität und Nichtidentität. Ihre Identität steht ihnen als eschatologische Wirklichkeit bevor. Aus ihrer Nichtidentität ergibt sich „die innergeschichtliche Aufgabe der christlichen Gemeinde“. Die Aufgabe nämlich, als Gleichnis Jesu Christi, der „Gottes Reich in Person“ ist, zu existieren. Die Christengemeinde hat „gleichnishafte Verhältnisse in der jeweiligen historischen Gegenwart“ von Staat und Gesellschaft zu entdecken und zu entwickeln.
Der christliche Glaube ist in seiner Grundlegung nicht von dieser Welt, jedoch in seiner Wirkung bezieht er sich ganz und gar auf diese Welt. „Die Nähe des Reiches Gottes, die in der Geschichte Jesu Christi inmitten der Weltgeschichte angebrochen ist, fragt nach gesellschaftlichen Verhältnissen, in denen Gleichnisse der Güte Gottes und seiner Gerechtigkeit zu entwerfen und zu entdecken sind. Aufgabe und Auftrag der christlichen Gemeinde ist es, ein solches Gleichnis des Gottesreiches zu sein. Wobei für das Gleichnis … gilt: es tritt nicht an die Stelle Gottes, sondern verweist auf sein Handeln in der Geschichte...Nicht allein in der Kirche, sondern auch im Weltgeschehen lassen sich solche ‚Gleichnisse des Himmelreiches‘ finden. Die kritische Gesellschaftstheorie stellt für H.-G. Geyer einen analytischen Rahmen dar, in dem die sozialen Ursachen … namhaft gemacht werden können wie die Widerstände, die der Entfaltung solcher ‚Gleichnisse des Himmelreichs‘ entgegenstehen. Die Kritik der Gesellschaft bemisst sich in dem Kreis um das Frankfurter Institut für Sozialforschung an ‚Verletzungen der Bedingungen guten oder gelingenden Lebens‘.“ „In der Verteidigung des Rechts der individuellen Subjektivität will Geyer die christliche Theologie und vor allem die christliche Gemeinde in Koalitionsverhandlungen mit den gesellschaftskritischen Bewegungen, die für einen humanen Sozialismus eintreten, einbringen.“

### Freiheit
In der Geschichte Jesu Christi „erfolgt die Befreiung von der aus der Sünde resultierenden Todesmacht und beginnt die Freiheit eines von Gottes Gnade bestimmten Lebens.“ „Weil (der Mensch) für die eigene Wahrheit und Wesentlichkeit nicht mehr zu sorgen braucht, hat er Kopf, Herz und Hand frei für die Einlösung der Wahrheit in dieser Welt. Sich selbst gewissermaßen überflüssig geworden, vermag sein Leben reiner Überfluß für die Menschen um ihn zu werden.“
„Wir haben es hier mit dem Entwurf einer Ethik zu tun, die sich nicht der moralischen Selbstleistung der Subjektivität verdankt, bei der es nicht auf den Gewinn der Selbstidentität des Subjektes ankommt, weil darüber im voraus entschieden ist.“
„Statt den Mitmenschen unter einem abstrakten Wesensbegriff des Menschen zu subsumieren, gönnt die Nächstenliebe dem anderen die Anrede, den Namen, in dem das Geheimnis seiner Person und d.h. auch die Verborgenheit menschlichen Wesens respektiert und gewahrt wird.“
„Christliche Ethik befähigt zur Relativierung von absolut gesetzten Handlungsnormen, seien es die Imperative der Politik, der Wirtschaft oder der bürgerlichen Moral.“ „Die entscheidende Folgerung, die Hans-Georg Geyer aus der christlichen Gotteserkenntnis gezogen hat, war die, ‚daß die Christen als Einzelne wie als Gemeinschaft nur im Widerstand und Widerspruch gegen jede Form von Verdinglichung und Instrumentalisierung menschlichen Lebens existieren können‘.“
„Die Wahrheit Jesu Christi, welche die Bibel bezeugt, die Kirche verkündigt und der Glaube bekennt, und die Wirklichkeit der Gesellschaft, die ihren Individuen nur reglementiert bewußt und lediglich in äußersten Grenzzonen wirklich bewußt wird, stehen einander fremd, unvermittelt, widersprüchlich, entzweit und gegensätzlich, mit einem Wort: sie stehen einander abstrakt entgegen.“

## Rezeption und Bedeutung
Laut Hartmut Ruddies übten Geyers analytische Brillanz und theologische Ernsthaftigkeit, die Verbindung von begrifflicher theologischer Klarheit und ethischer und politischer Urteilskraft sowie sein auch ästhetisch mitreißender Vortrag eine starke unmittelbare Wirkung auf seine Studenten aus.
„Erst die Zusammenschau der … verdichteten Sprache seiner Veröffentlichungen mit den ausführlichen Entfaltungen in den nachgelassenen Vorlesungen (ergibt) das ganze Bild seines Schaffens. Dann zeigt sich, dass Geyers Theologie in einer Reihe mit anderen Erneuerern seines Faches steht, die wie E. Jüngel, J. Moltmann und W. Pannenberg den Weg der Theologie im dritten Drittel des 20. Jahrhunderts bestimmten. Geyers eigenes Konzept theologisch lehrbarer Wahrheit ruht in eigenständiger Weise auf denselben Pfeilern von Christologie und trinitarischem Gottesglauben auf als eine unverwechselbare, aber neu zu entdeckende Stimme im Theologiekonzert des 20. Jahrhunderts.“

## Schriften (Auswahl)
- Die methodische Konsequenz der Phänomenologie Edmund Husserls. Diss. phil., Frankfurt a. Main 1954 (30. Juni 1954), 201 S. (Diss.-Druck).
- Welt und Mensch. Zur Frage des Aristotelismus bei Melanchthon. Diss. theol., Bonn (28. Juli 1958), 161 S. (Diss.-Druck).
- Geschichte als theologisches Problem. Bemerkungen zu W. Pannenbergs Geschichtstheologie. In: Evangelische Theologie 22 (1962), S. 92–104.
- Theologie des Nihilismus. In: Evangelische Theologie 23 (1963), S. 89–104.
- Zur Frage der Notwendigkeit des Alten Testaments. In: Evangelische Theologie 25 (1965), S. 207–235.
- Von der Geburt des wahren Menschen. Probleme aus den Anfängen der Theologie Melanchthons. (Zugleich Habilitationsschrift an der Ev.-Theol. Fakultät in Bonn vom Wintersemester 1963/64), Neukirchen 1965, 381 S.
- Gottes Sein als Thema der Theologie. In: Verkündigung und Forschung 11 (2/1966), S. 3–37.
- Gedanken über den ontologischen Gottesbeweis. In: Parrhesia. Karl Barth zum 80. Geburtstag. Am 10. Mai 1966. Hrsg. von Eberhard Busch, Jürgen Fangmeier, Max Geiger, Zürich 1966, S. 101–127.
- Christlicher Glaube zwischen Absterben und Anpassung. In: Disputation zwischen Christen und Marxisten. Hrsg. von Martin Stöhr, München 1966, S. 209–234.
- Die Auferstehung Jesu Christi. In: Deutscher Evangelischer Kirchentag Hannover 1967. Dokumente. Hrsg. im Auftrag des Präsidiums des Deutschen Evangelischen Kirchentags, Stuttgart/Berlin 1967, S. 463–475 (Vortrag vom 23. Juni 1967) und S. 476–500 (Aussprache und Podiumsdiskussion).
- Norm und Freiheit. In: Arnold Falkenroth (Hrsg.): Das gnädige Recht Gottes und die Freiheitsidee des Menschen. Zwei Beiträge aus der Kirchlichen Hochschule Wuppertal. Neukirchen 1967, S. 35–68.
- Ansichten zu Jürgen Moltmanns „Theologie der Hoffnung“. In: Theologische Literaturzeitung 92 (1967), Sp. 481–492, Sp. 561–576.
- Metaphysik als kritische Aufgabe der Theologie. In: Theologie zwischen Gestern und Morgen. Hrsg. von Wilhelm Dantine und Kurt Lüthi, München 1968, S. 247–260.
- Elemente der kritischen Theorie Max Horkheimers. In: Verkündigung und Forschung 14 (2/1969), S. 37–67.
- Das Recht der Subjektivität im Prozeß der Vergesellschaftung. In: Hans-Georg Geyer/Hans-Norbert Janowski/Alfred Schmidt: Theologie und Soziologie. Stuttgart/Berlin/Köln/Mainz 1970, S. 9–49 und S. 93–124 (Gespräch der Autoren über Möglichkeiten einer theologisch-soziologischen Kommunikation).
- Atheismus und Christentum. In: Evangelische Theologie 30 (1970), S. 255–274.
- Theologie des Nihilismus. In: Philosophische Theologie im Schatten des Nihilismus. Mit Beiträgen von W. Weischedel, G. Noller, H.-G. Geyer, W. Müller-Lauter, W. Pannenberg, R. W. Jenson, hrsg. von Jörg Salaquarda, Berlin 1971, S. 66–87. Replik von W. Weischedel auf alle Autoren: S. 181–190.
- Rohgedanken über das Problem der Identität Jesu Christi. In: Evangelische Theologie 33 (1973), S. 385–401.
- Einige vorläufige Erwägungen über Notwendigkeit und Möglichkeit einer politischen Ethik in der evangelischen Theologie. In: Zum politischen Auftrag der christlichen Gemeinde (Barmen 11). Veröffentlichung des Theologischen Ausschusses der Evangelischen Kirche der Union, hrsg. von Alfred Burgsmüller, Gütersloh 1974, S. 172–212.
- Wahre Kirche? Betrachtungen über die Möglichkeit der Wahrheit einer christlichen Kirche. In: Evangelische Theologie 38 (1978), S. 470–495.
- Luthers Auslegung der Bergpredigt. In: Hans-Georg Geyer u. a. (Hrsg.): „Wenn nicht jetzt, wann dann?“. Aufsätze für Hans-Joachim Kraus zum 65. Geburtstag. Neukirchen 1983, S. 283–293.
- Karl Barths Umgang mit der Osterbotschaft des Neuen Testaments. In: Zeitschrift für Dialektische Theologie 13 (1997), S. 47–66.
- Andenken. Theologische Aufsätze. Hrsg. v. Hans Theodor Goebel, Dietrich Korsch, Hartmut Ruddies/Jürgen Seim, Tübingen 2003.

Quelle: